# Rampoldalm
Die Rampoldalm ist eine Alm in den Bayerischen Voralpen. Sie liegt im Gemeindegebiet von Brannenburg und ist zeitweise bewirtschaftet.
Das Almgebiet befindet sich an den nördlichen Hängen der Rampoldplatte oberhalb der Schuhbräualm.
Die Alm wird am einfachsten über einen Fahrweg von Brannenburg aus erreicht.